# Église du Purgatoire de Matera
L'église du Purgatoire est un édifice religieux de style baroque situé dans la via Ridola dans la ville de Matera, dans la région de Basilicate, en Italie du Sud.

## Histoire
La construction de l'église a eu lieu entre 1725 et 1747 grâce au financement de la confrérie du Purgatoire, dont elle tire son nom. De style baroque, elle est située dans les rues principales du centre historique de la ville. Des cérémonies russes orthodoxes ont lieu tous les vendredis dans l'église.

## Description

### Architecture
La conception de l'église est de Giuseppe Fatone d'Andria, tandis que celle de la façade est de Vitoantonio Buonvino et Bartolomeo Martemucci. La façade est caractérisée par une série de décorations sur le thème de la mort et de la rédemption, des anges qui sont situés dans la partie supérieure, aux crânes représentés dans le portail en bois.
L'intérieur de l'église est une croix grecque. La partie centrale est surmontée d'un dôme octogonal reposant sur un tambour circulaire soutenu par des colonnes ornées de chapiteaux corinthiens. Les deux autels latéraux abritent des peintures du XVIIIe siècle, tandis que sur l'autel principal se trouve une toile avec San Gaetano et la Vierge.

### Orgue à tuyaux
Au-dessus du portail d'entrée, sur un chœur en bois, il y a l'orgue à tuyaux, construit par Leonardo Carelli en 1755 ; il conserve ses caractéristiques phoniques d'origine presque inchangées et a été restauré par Camillo Liguori entre la fin du XVIIIe siècleet les débuts du suivant, et Nicola Canosa en 2006.

## Galerie d'images

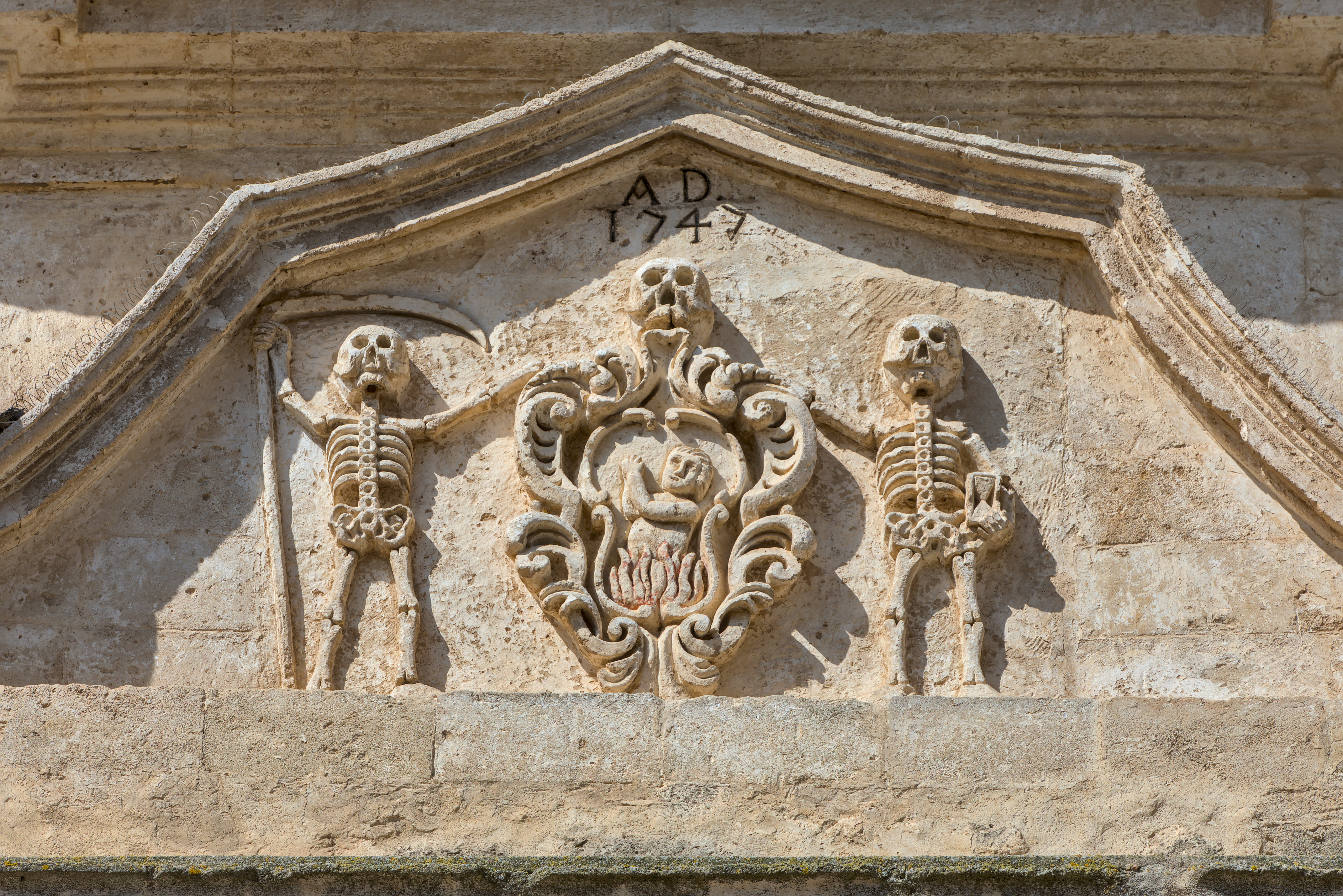
Détail de la façade.
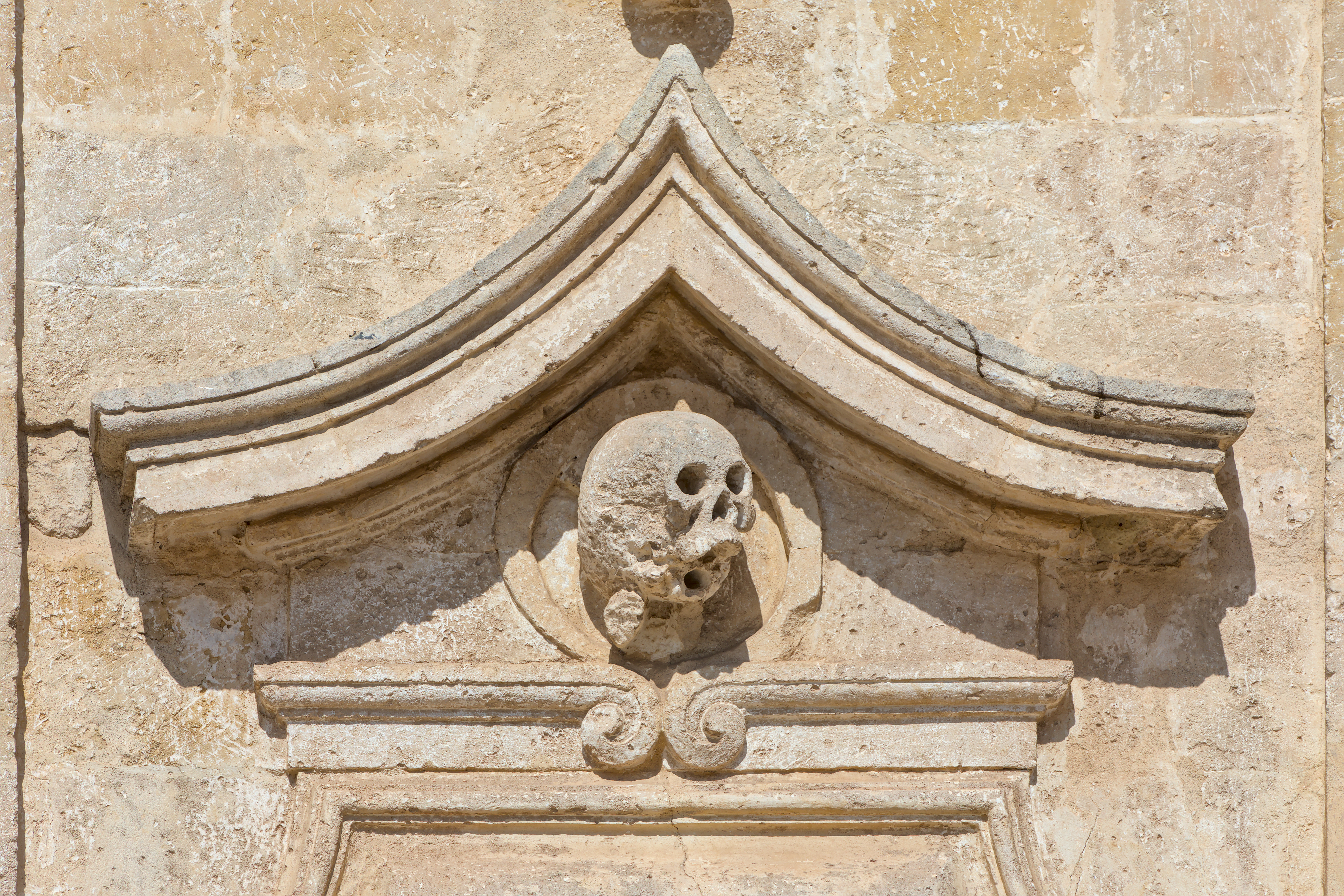
Détail de la façade.
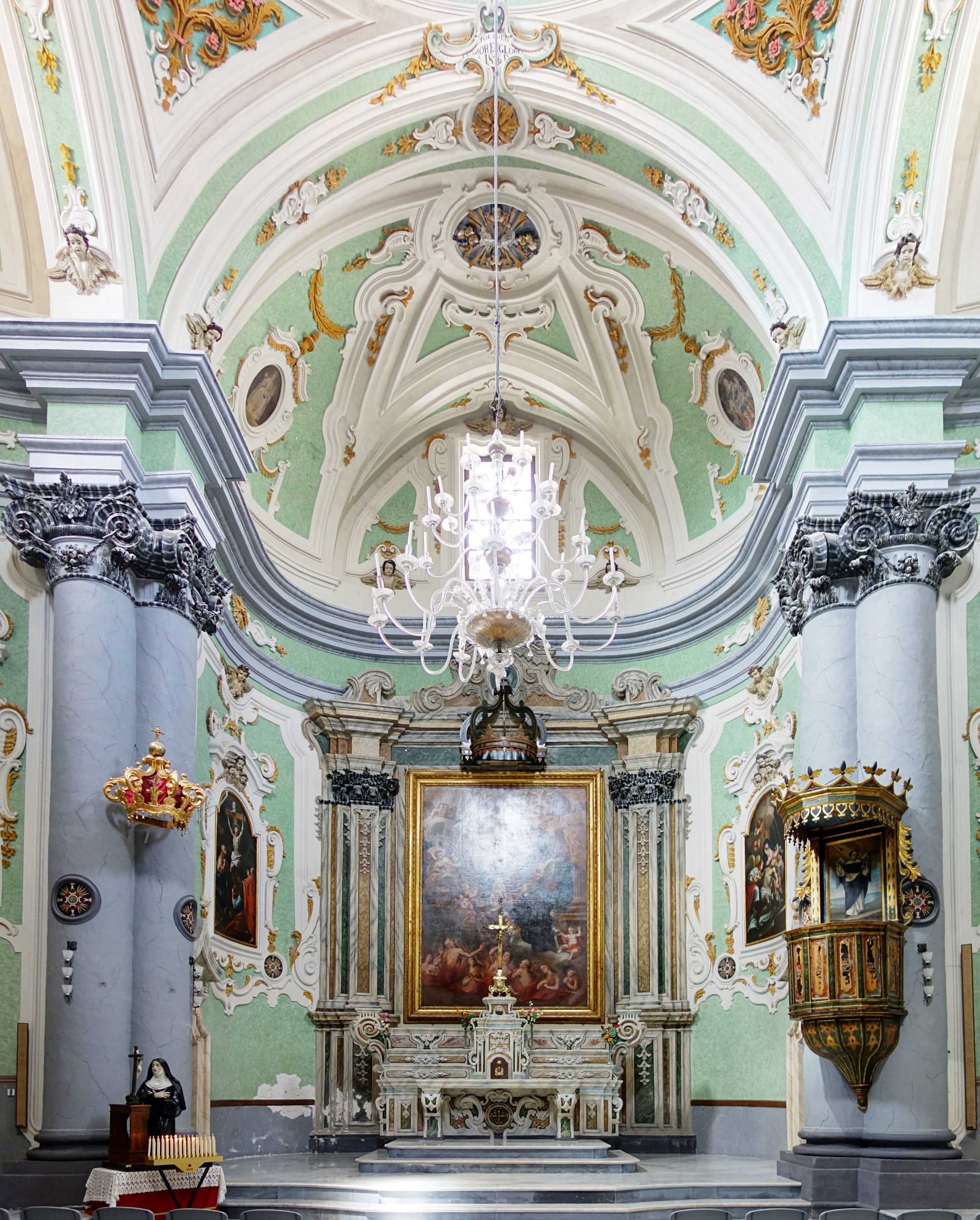
Intérieur.
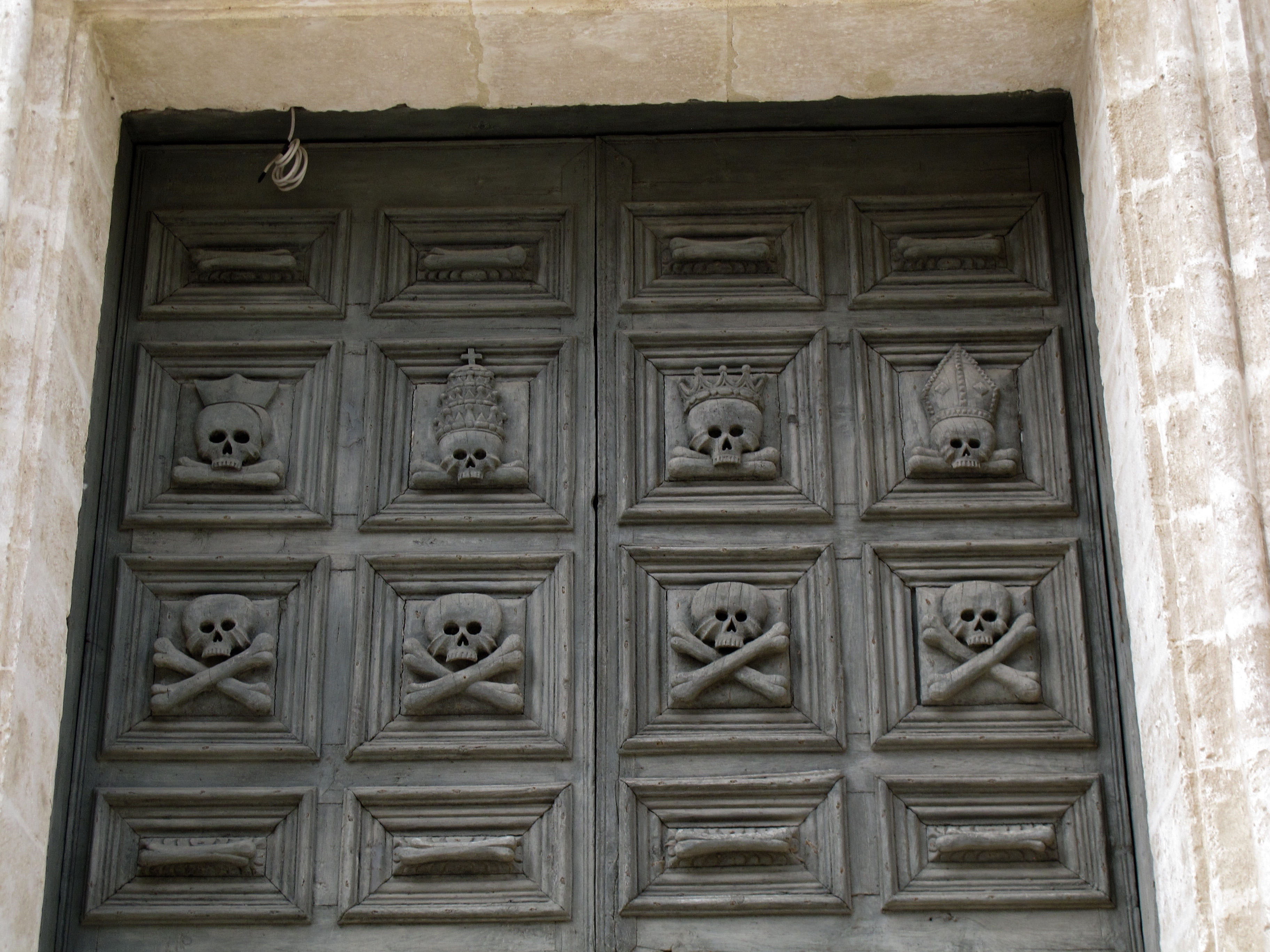
Détail du portail.
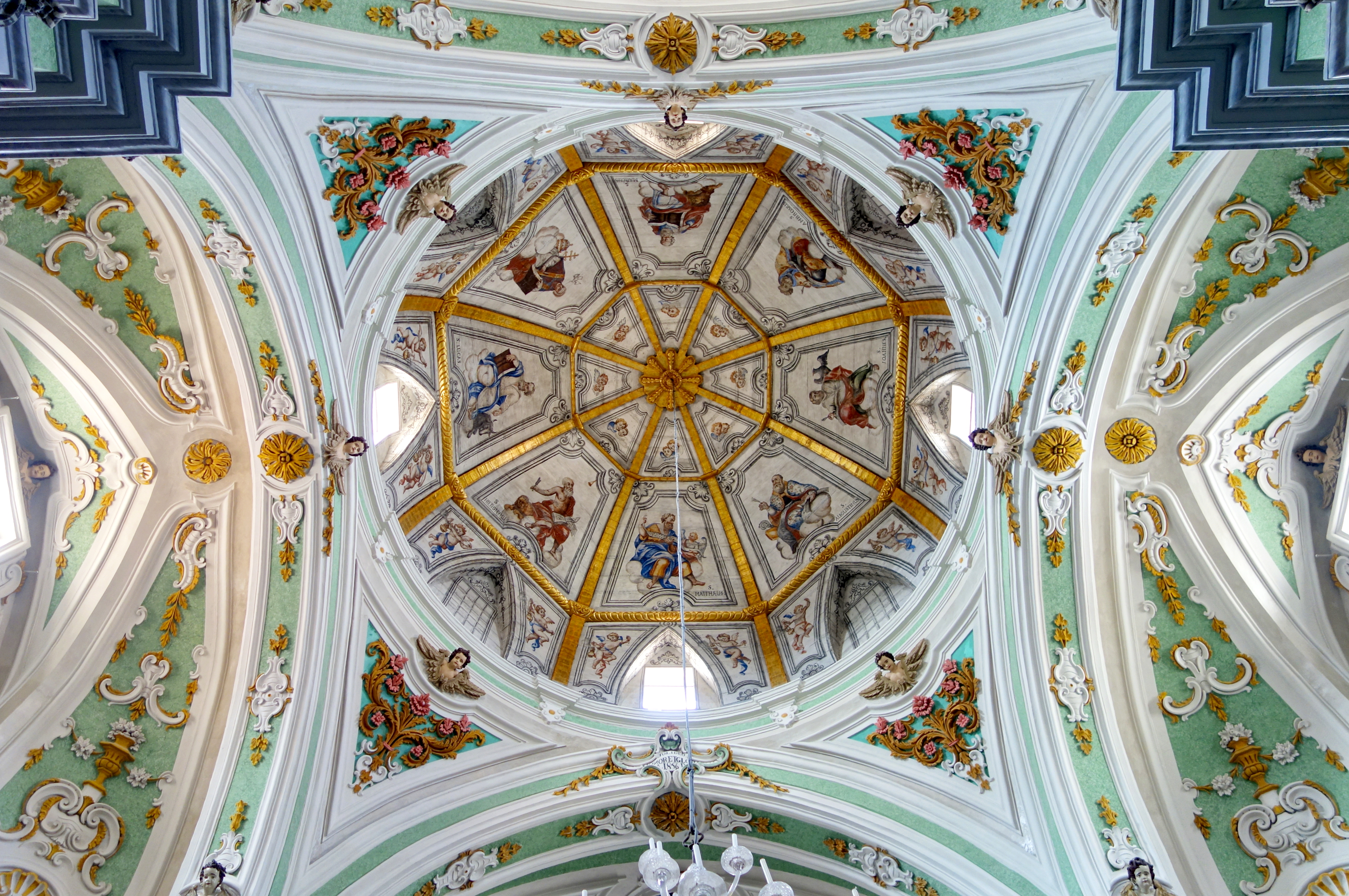
Intérieur du dôme.
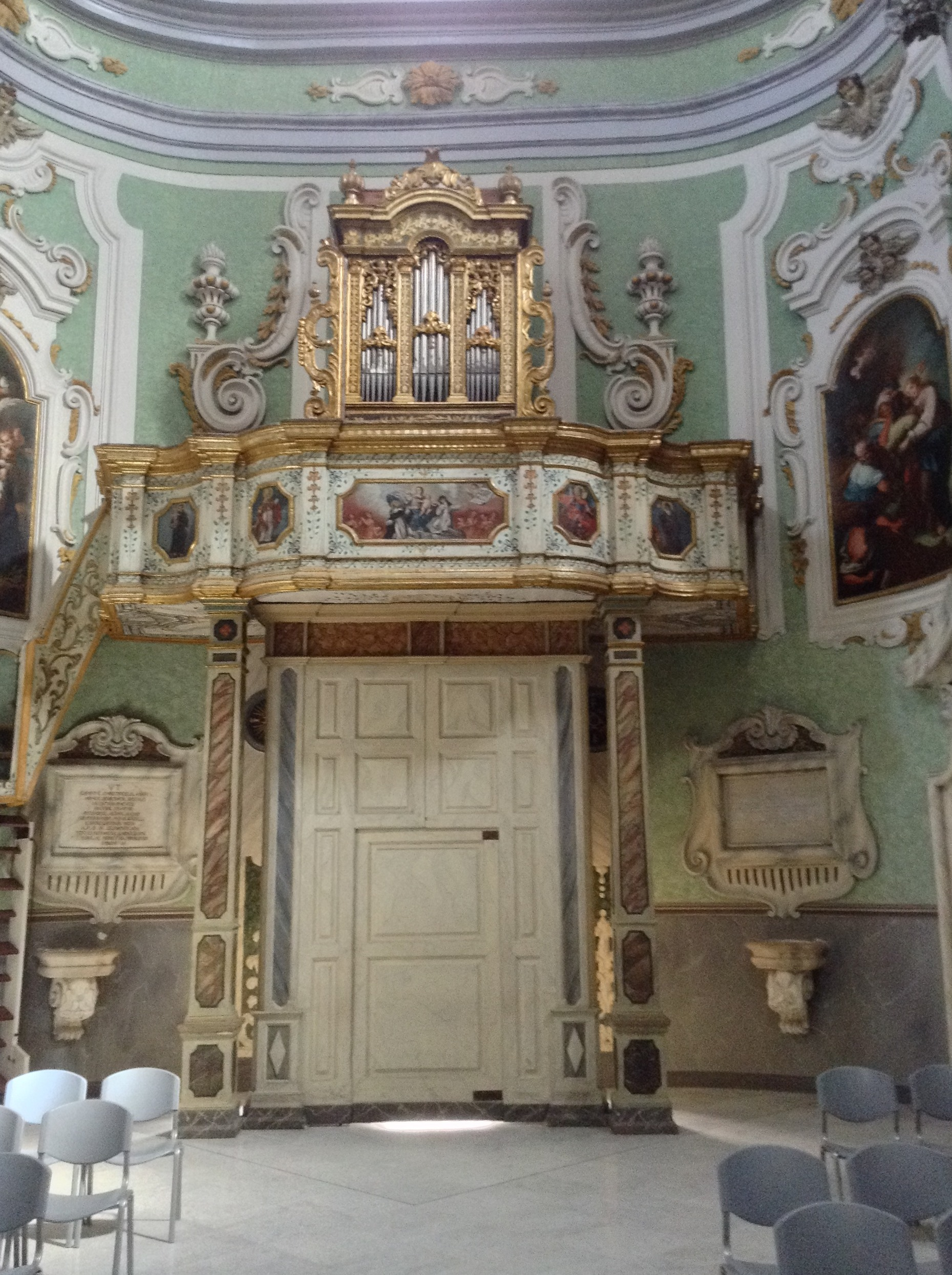
Contre-façade et orgue.